# Білокриницький Федір Дмитрович
Федір Дмитрович Білокриницький (нар. 1894, село Усівка Згурівського району Київської області — пом. ?) — український письменник, друкувався під псевдонімом «Біла Криниця».

## Життєпис
Після школи здобув педагогічну освіту, учителював.
репресований сталінським режимом.

## Творчість
Друкувався з 1924 року у виданнях «Жовтневий збірник», «Червоний шлях», «Соціалістичне будівництво» та ін. Автор поетичних збірок «Гін» (Х., 1925), прозових творів «Назарок» («Всесвіт», 1929, № 5) і «Помилка» («Службовець», 1929, № 24).